# ボストン交響楽団

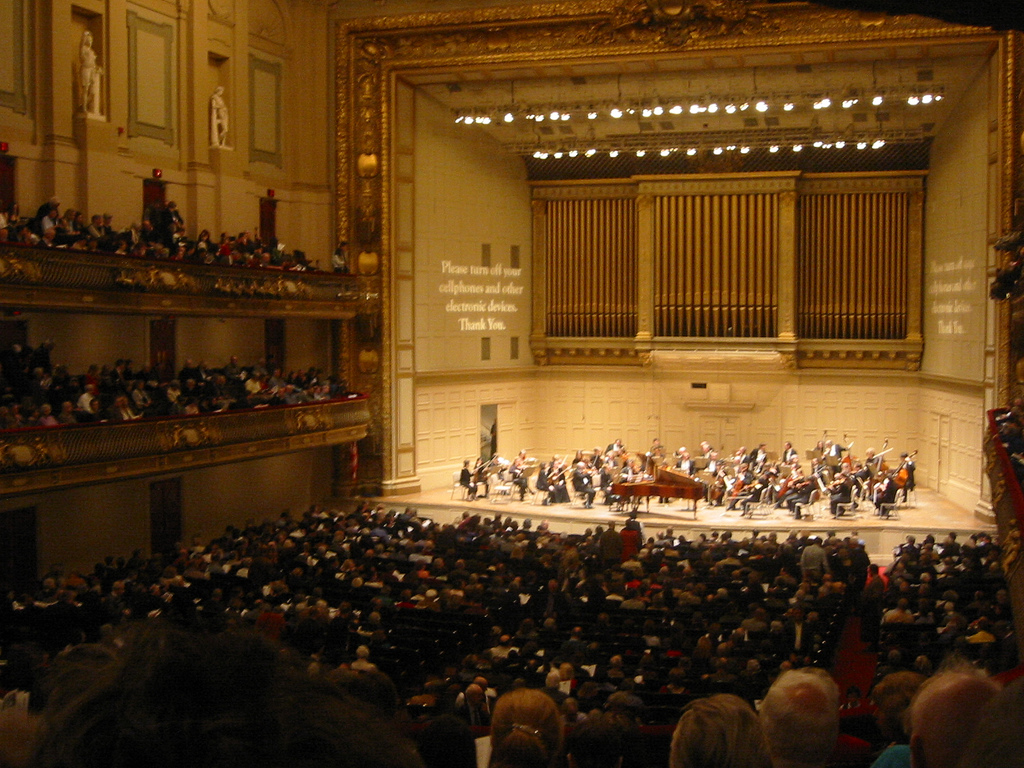
シンフォニーホール内観

ボストン交響楽団（ボストンこうきょうがくだん、英語: The Boston Symphony Orchestra、略称：BSO）は、アメリカ合衆国、マサチューセッツ州ボストンを本拠地とするオーケストラ。

## 概要
ボストン交響楽団は、「アメリカ5大オーケストラ("Big Five")」の1つとされる。タングルウッド音楽祭の首席レジデンス・オーケストラでもある。本拠であるシンフォニーホールは19世紀後半に主流だったシューボックス（靴箱）型コンサートホールの一つとして広く知られる。
創立はアメリカの経済人ヘンリー・リー・ヒギンスンにより1881年創設。ボストン交響楽団は歴史的に外国の著名な指揮者を首席指揮者や客演指揮者に迎えることがほとんどであり、ドイツのハンス・フォン・ビューローによるピアノ演奏との共演でチャイコフスキーの『ピアノ協奏曲第1番』の世界初演を行なったことは有名である（客演指揮はベンジャミン・ジョンソン・ラング）。当初は熱烈なドイツ音楽崇拝者だったヒギンズのもとで代々ドイツ系指揮者で固められていたが、フランス人のピエール・モントゥーが首席指揮者を務めた時期から弦楽奏者が「フランス的」な音色を覚え、その伝統がある程度今日まで続いているという。
今日の世界的な知名度が築かれたのは、セルゲイ・クーセヴィツキーを首席指揮者に迎えてから。ラジオ放送に定期的に出演し、夏季の活動拠点を州西部のバークシャー郡・タングルウッドに定め、タングルウッド音楽祭を開催するようになった。
シャルル・ミュンシュが指揮の時代は、その情熱的で豪快な音楽づくりで人気を博し、RCAに大量の録音をおこない世界的な名声を不動のものにした。ボストン交響楽団の初めての海外公演もミュンシュ時代であり、初の来日公演もミュンシュの下で1960年に実現。ミュンシュ指揮ボストン交響楽団の代表的な録音には、ベルリオーズの『幻想交響曲』、サン＝サーンスの『交響曲第3番』、ラヴェルの管弦楽曲集などがある。ドイツ系フランス人で両国の音楽を得意とするミュンシュは、両方の美質を伝統的に兼ね備えた楽団のカラーを一層確かなものとした。
小澤征爾は1973年より音楽監督に就任し、その情緒的な表現様式によってたちどころにボストン市民を魅了、市中で最も愛される音楽家となった。2002年まで在任し、歴代のボストン響の指揮者の中で最も任期の長い指揮者となった。その在任中にはボストン響を率いて来日公演（1978年3月、1981年秋、1986年、1989年）を行っている。小澤の在任期間中には日本から若杉弘も客演した。
ジェームズ・レヴァインの就任はアメリカ生まれのアメリカ人初の音楽監督となった。レヴァインの任期中は現代音楽を含むレパートリーとその作品の品質を蘇らせることで賞賛を受けた。2009年2月までに18の世界初演を行ったが、そのうち12はレヴァインの指揮であった。しかしレヴァインは健康問題から2011年9月1日をもって辞任。

## エピソード
音楽監督を務めた小澤征爾（就任期間1973年 - 2002年）は、自身が就任する以前のボストン交響楽団の音色について、ミュンシュやモントゥーのもとでフランス音楽を演奏することが多かった影響で「軽く美しい」音色だったと述べている。しかし、「ドイツ音楽をやりたい」という思いの強かった小澤は、就任後に弦楽器の奏法を「イン・ストリング」というドイツ的なものに変更し「重い音」にした。その結果、オーケストラの新たな響きを気に入ったクラウス・テンシュテット、クルト・マズアらドイツの指揮者が毎年のように客演するようになった。しかしその一方で、ボストン交響楽団のコンサートマスター兼副指揮者であったジョゼフ・シルヴァースタインは「音が汚くなる」として反発し、オーケストラを辞任している。

## 歴代常任指揮者・音楽監督
- ジョージ・ヘンシェル（1881年 - 1884年）
- ヴィルヘルム・ゲーリケ（1884年 - 1889年）
- アルトゥール・ニキシュ（1889年 - 1893年）
- エミール・パウアー（1893年 - 1898年）
- ヴィルヘルム・ゲーリケ（1898年 - 1906年）
- カール・ムック（1906年 - 1908年）
- マックス・フィードラー（1908年 - 1912年）
- カール・ムック（1912年 - 1918年）
- アンリ・ラボー（1918年 - 1919年）
- ピエール・モントゥー（1919年 - 1924年）
- セルゲイ・クーセヴィツキー（1924年 - 1949年）
- シャルル・ミュンシュ（1949年 - 1962年）
- エーリヒ・ラインスドルフ（1962年 - 1969年）
- ウィリアム・スタインバーグ（1969年 - 1972年）
- 小澤征爾（1973年 - 2002年）
- ジェームズ・レヴァイン（2004年 - 2011年）
- アンドリス・ネルソンス（2014年- ）[5]

## 歴代コンサートマスター
- ベルナルド・リストマン（1881年 - 1885年）
- フランツ・クナイゼル（1885年 - 1903年）
- エンリケ・フェルナンデス・アルボス（1903年 - 1904年）
- ヴィリー・ヘス（1904年 - 1910年）
- カール・ウェンドリング（1907年 - 1908年）
- アントン・ヴィテク（1910年 - 1918年）
- フレディ・フラッドキン（1918年 - 1920年）
- リチャード・バーギン（1920年 - 1962年）
- ジョゼフ・シルヴァースタイン（1962年 - 1984年）
- マルコム・ロウ（1984年 - 2019年）
- ネイサン・コール（2024年 - ）[6]

## ボストン・ポップス
ボストン・ポップス・オーケストラは1885年に併設。こちらは軽音楽やポピュラー音楽を専門としている。
第18代指揮者アーサー・フィードラーは、ボストン・ポップス初のアメリカ人音楽監督。1930年から50年間もボストン・ポップスに貢献。
第19代指揮者は、映画音楽の巨匠ジョン・ウィリアムズ（就任期間1980年 - 1993年）。
第20代指揮者キース・ロックハートは35歳の若さにして1995年に音楽監督就任。
ボストン交響楽団やボストン・ポップス・オーケストラと共演を重ねているタングルウッド音楽祭合唱団（ジョン・オリヴァーにより1970年設立）は、250名ものボランティア歌手から構成されている。ちなみに日本人として初めてこの楽団を指揮したのは作曲家大澤壽人。